# Xylocopa steindachneri
Xylocopa steindachneri là một loài Hymenoptera trong họ Apidae. Loài này được Maidl mô tả khoa học năm 1912.